# Catopsilia scylla
Catopsilia scylla is een vlindersoort uit de familie Pieridae (witjes) en de onderfamilie Coliadinae. Catopsilia scylla werd in 1763 beschreven door Linnaeus.

## Kenmerken
De bovenzijde van de witte voorvleugels is zwartgerand. De achtervleugels zijn geel. De voor- en achtervleugels zijn aan de onderzijde geel en vertonen enkele bruine vlekjes.

## Verspreiding en leefgebied
De soort komt voor van Thailand en Maleisië tot de Molukken.

## Waardplanten
Catopsilia scylla gebruikt Cassia als waardplanten.